# Lorenzo Fernández
Lorenzo Fernández (Redondela, 20 mei 1900 - Montevideo, 16 november 1973) was een Uruguayaanse professionele voetballer.
Hij speelde als verdediger zijn gehele carrière in Uruguay, waarvan hij het grootste deel uitkwam voor Club Atlético Peñarol in de Primera División. Daarnaast was hij ook international voor het Uruguayaanse nationale team, waarmee hij een gouden medaille won op de Olympische Spelen van 1928 en de wereldbeker won op het WK 1930 in eigen land.

## Clubcarrière
Fernández werd geboren in het Spaanse Redondela als kind van Uruguayaanse ouders. Hier hield hij zijn bijnaam 'El Gallego' (de Galliciër) aan over.
Zijn voetbalcarrière startte hij bij CA Capurro in de Uruguayaanse hoofdstad Montevideo. Na periodes bij verschillende Uruguayaanse clubs kwam hij in 1928 terecht bij CA Peñarol. Hij maakte deel uit van het team uit een van de succesvolste periodes in de clubhistorie, en won 4 keer het Uruguayaanse landskampioenschap (in 1928, 1929, 1932, 1933 en 1935). Daarnaast won hij ook eenmaal de Copa Aldao (wedstrijd tussen de kampioenen van Uruguay en Argentinië) in 1928. In totaal speelde hij meer dan 500 wedstrijden voor de club alvorens hij in 1935 stopte met voetballen.

## Interlandcarrière
Tussen 18 juli 1925 en 27 januari 1935 speelde Fernández 31 interlands voor het nationale team van Uruguay, waarin hij vier keer wist te scoren. Hij slaagde er in die wedstrijden niet in om een doelpunt te maken.
In 1926 maakte Fernández deel uit van de selectie dat de Campeonato Sudamericano (voorloper van de Copa América) won. Dit lukte hem nog een keer in 1935
Op het voetbaltoernooi van de Olympische Zomerspelen van 1928 won hij met zijn team de gouden medaille en speelde hij in elke wedstrijd behalve de beslissingswedstrijd van de finale tegen Argentinië. Twee jaar later werd in zijn eigen land het allereerste wereldkampioenschap voetbal georganiseerd. Fernández speelde in totaal vier wedstrijden, waaronder de gewonnen finale tegen Argentinië, waarmee Uruguay zijn eerste van twee wereldtitels behaalde.
Als herdenking aan de succesvolste Uruguayaanse voetbalgeneratie gaf de Uruguayaanse post in 2002 postzegels uit met internationals, en Fernández was een van de personen die prijkte op deze zegels.

## Trainerscarrière
Na beëindiging van zijn actieve carrière werd Fernández voor het seizoen 1941-42 aangesteld als trainer bij Peñarol. In 1950 was hij ook nog kort trainer van het Uruguayaanse Liverpool FC.

## Overlijden
Fernández stierf in 1973 op 73-jarige leeftijd in Montevideo.

## Erelijst
- CA Peñarol:
  - Primera División: 1928, 1929, 1932, 1933, 1935
  - Copa Aldao: 1928
- Uruguayaans elftal:
  -  Olympisch voetbaltoernooi 1928
  -  WK 1930
  -  Campeonato Sudamericano: 1929, 1935